# Carl Odelstierna
Carl Odelstierna, född 4 september 1753 vid Nya Kopparberg, död 15 februari 1795 i Stockholm, var en svensk militär och professor.
Carl Odelstierna var son till bergmästaren Erik Odelstierna (d.y.) och Klara Barbara Kihlman vars mor tillhörde ätten Heijke av samma släkt som Heijkensköld. Farfadern var den bekante Erik Odelstierna. Carl Odelstierna föddes på Segerfors bruk i Nya Kopparberg där fadern vid tillfället var geschworner. Såsom född adlig inskrevs Carl Odelstierna vid fem års ålder i armén, blev 1766 furir vid Artilleriet, två år senare sergeant där, samt år 1772 riddare av Svärdsorden och underlöjtnant. Sistnämnda år infördes en regementsreform, under vilket Odelstierna var kommenderad till försvar av Ladugårdslandbron.
Odelstierna värvades till hovet 1787 som lärare åt Gustav IV Adolf, och fick titeln informations-kapten vid artilleriet. För tjänsten som kunglig informator fick han 3000 daler i lön, och en professorstitel. Samma år han avled, 1795, invaldes han i Vetenskapsakademien.
Odelstierna var gift med Ebba Christina Wrangel. Paret fick många barn, men ingen gren som levde vidare på svärdssidan.